# Jean du Fou
Jean du Fou, ou Jean II du Fou, décédé en 1492, fut un échanson et chambellan du Roi Louis XI.

## Biographie
Il est le fils de Jehan Ier du Fou, issu en juveigneurie des vicomtes du Faou, en Cornouaille, écuyer, seigneur de Kerjestin en Ergué-Gabéric, de Ker an Lan en Névez et du Rustéphan en Nizon, décédé en 1460 avant la Madeleine et avait pour frères Yvon du Fou, échanson, grand-veneur et conseiller de Louis XI, et Raoul du Fou, évêque d'Angoulême, de Périgueux et d’Évreux.
Il est cité pour la première fois comme échanson en 1454, il fait alors partie de la suite du Dauphin Louis. Ce dernier le nomma dans des lettres du 8 janvier 1456 capitaine et châtelain de Beaumont-en-Trièves.
En 1461, il est conseiller et chambellan puis premier échanson de Louis XI, capitaine de Cherbourg en 1463. En 1469, il est de nouveau cité premier échanson, dans une quittance du 8 juin 1470 et de même en 1475.
Le 19 juin 1470, il ratifie pour le Roi le traité d'Ancenis contre le Duc de Bretagne. En 1479, il est nommé bailli de Verneuil et de La Tour-Grise.
Bailli et gouverneur de Touraine de 1484 à 1491.
Jean du Fou épouse vers 1458 Jeanne de La Rochefoucauld, dame de Montbazon audit lieu, de Sainte-Maure audit lieu, de Nouastre audit lieu, de Brandon en Athée sur Cher, de Hérisson audit lieu, de Leigné en L’Houmois, d’Aizie audit lieu et autres lieux, fille puînée d’Aymard de La Rochefoucauld, chevalier, seigneur de Montbazon, de Sainte-Maure, de Nouastre, de Brandon et autres lieux, décédé vers 1461, chambellan du Roi, et de Jeanne de Martreuil, dame d’Aizie audit lieu, de Hérisson audit lieu et de La Saisine en Vautebis, de La Liborlière en Pamproux, de Leigné en L’Houmois, d’Argentières en Melles, du Plessis-Olivier en Chiché et autres lieux, vivante en 1467, dont :
1. Yves du Fou, décédé avant 1484 ;
2. N du Fou, décédée avant 1470 qui fut demandée en mariage par Jean de Daillon pour son fils aîné Jacques ;
3. N du Fou, décédé(e) avant 1484 ;
4. N du Fou, décédé(e) avant 1484 ;
5. N du Fou, décédé(e) avant 1484 ;
6. Renée du Fou, dame de Nouastre, de Hérisson et Crémilles, puis de Kerjestin, du Rustéphan, de Montbazon, de Sainte-Maure, de Saint-Georges, d’Aizie, de La Bourdinière en Parthenay dès 1518 et autres lieux, née vers 1470, épousa en premières noces par contrat passé à Tours le 9 août 1492 Louis III de Rohan-Guémené, et en secondes noces Guillaume de La Marck, dont postérité des deux lits.

Jean du Fou décéda en juin 1492.

## Seigneuries
- Rustéphan en Nizon
- Kerjestin en Ergué-Gabéric
- Saint-Georges en Pougne-Hérisson

## Armoiries

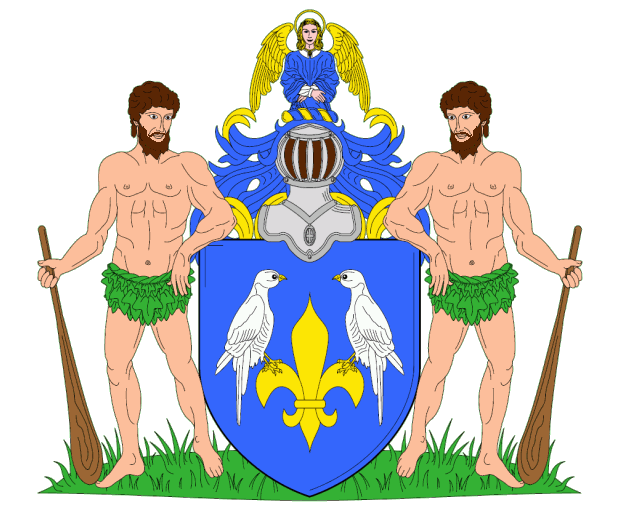
Jean du Fou (grandes armes)

Jean du Fou est le premier à porter comme armoiries d’azur à la fleur de lys d’or, sommée de deux éperviers affrontés d’argent en lieu et place d'azur au léopard d'or. Ces armes auraient été octroyées par le Roi Louis XI, qui avait déjà emprunté divers meubles à la cynégétique afin de doter ses favoris d’armoiries. Le chancelier Pierre Doriole (1407-1485) portait d’azur à trois vols d’or, le grand-maître de l’Artillerie Tristan L’Hermite d’argent à une rencontre de cerf de sable, Lescun écartelé aux 1er et 4e : une fleur de lys, et aux 2e et 3e : quatre lapins courants.